# Guaraque
Guaraque é uma cidade venezuelana, capital do município de Guaraque.